# Aguatón
Aguatón település Spanyolországban, Teruel tartományban. Aguatón Argente, Bueña, Singra, Torrelacárcel, Torremocha de Jiloca, Visiedo és Camañas községekkel határos. Lakosainak száma 17 fő (2024).

## Népesség
A település lakosságának változását az alábbi diagram mutatja:
| Lakosok száma | 25   | 24   | 21   | 21   | 20   | 18   | 19   | 18   | 16   | 17   |
|               | 2001 | 2004 | 2007 | 2009 | 2012 | 2014 | 2017 | 2019 | 2022 | 2024 |